# Старый Орьебаш
Старый Орьебаш (баш. Иҫке Уръябаш) — деревня в Калтасинском районе Республики Башкортостан Российской Федерации. Входит в состав Тюльдинского сельсовета.

## География

### Географическое положение
Расстояние до:
- районного центра (Калтасы): 19 км,
- центра сельсовета (Тюльди): 16 км,
- ближайшей ж/д станции (Янаул): 78 км.

## Население
| 2002 | 2009 | 2010 |
| ---- | ---- | ---- |
| 343  | ↘342 | ↘297 |

Национальный состав
Согласно переписи 2002 года, преобладающая национальность — марийцы (99 %).

## Известные уроженцы
- Апакаев Пётр Андреевич (1936—2020) — марийский советский и российский деятель науки, педагог, литературовед, литератор. Доктор педагогических наук (1999), профессор (1993). Почётный профессор Марийского государственного университета (2006). Заслуженный учитель Марийской АССР (1969), заслуженный деятель науки Марийской ССР (1991). Действительный член Академии педагогических и социальных наук (2003). Его имя занесено в энциклопедию «Лучшие люди России» (2004).